# Хованщина (Рузаєвський район)
Хова́нщина (рос. Хованщина, ерз. Хованщина) — село у складі Рузаєвського району Мордовії, Росія. Адміністративний центр Хованщинського сільського поселення.

## Населення
Населення — 593 особи (2010; 590 у 2002).
Національний склад (станом на 2002 рік):
- мокшани — 51 %
- росіяни — 45 %